# Саирхе
Саирхе (груз. საირხე) — село в Грузии, на территории Сачхерского муниципалитета края (мхаре) Имеретия.

## География
Село находится в центральной части Грузии, на левом берегу реки Квирилы, на расстоянии 3 километров к югу от города Сачхере, административного центра муниципалитета. Абсолютная высота — 494 метра над уровнем моря.

## Население
По результатам официальной переписи населения 2014 года, в Саирхе проживало 1994 человека (982 мужчины и 1012 женщин). В национальной структуре населения грузины составляли 99,8 %, русские — 0,1 %, армяне — 0,05 %, осетины — 0,05 %.
| Год  | Население, человек |
| ---- | ------------------ |
| 2002 | 2395               |
| 2014 | ↘ 1994             |